# Thomas Wyatt
Thomas Wyatt (1503 – 11 octobre 1542) est un poète anglais.

## Biographie
Né dans le comté du Kent, il est très aimé de Henri VIII, puis tombe en disgrâce lorsque ce dernier prend la décision de faire exécuter sa deuxième femme, Anne Boleyn suivant les accusations qui portaient contre elle, à savoir, des accusations d'adultère. Sir Thomas Wyatt compte alors parmi les (supposés) amants d'Anne Boleyn et est incarcéré à la Tour de Londres. Cependant, il est le seul à échapper à l'exécution, les preuves l'inculpant étant trop peu convaincantes. Il reste vrai qu'il fut très amoureux d'Anne Boleyn avant qu'Henry VIII ne la remarque à son tour, obligeant Thomas Wyatt à laisser son amour secret, et destiné à s'éteindre à petit feu. Il finit par rencontrer Elizabeth Brooke qu'il épouse en 1520 et lui donne un fils l'année d'après. Il rentre enfin en faveur auprès du roi qui a reconnu son innocence et est nommé ambassadeur en Espagne, mais il meurt au moment de s’embarquer. 
Ses poésies consistent en odes, sonnets, ballades, satires, etc. Elles sont publiées avec celles de Surrey en 1557 et 1812, et à part en 1855, par R. Bell.
Son fils, nommé aussi Thomas Wyatt (dit le Jeune), zélé protestant, joue un des premiers rôles dans le complot de Suffolk contre la reine Marie, et se voit un instant à la tête de 15 000 hommes. On lui doit la "révolution Wyatt". Mais, abandonné des siens, il est pris et périt de la main du bourreau (1554).

## Apparitions
Wyatt apparait dans la série télévisée Les Tudors, où il est interprété par Jamie Thomas King.

## Sources
- Marie-Nicolas Bouillet  et Alexis Chassang (dir.), « Thomas Wyatt » dans Dictionnaire universel d’histoire et de géographie, 1878 (lire sur Wikisource)